# Phragmatobia typica-intermedia
Phragmatobia typica-intermedia là một loài bướm đêm thuộc phân họ Arctiinae, họ Erebidae.